# Michel Nastorg
Gabriel Henri Michel Nastorg est un acteur français, né à Saint-Martin-de-Lamps (Indre) le 2 octobre 1914, et mort à Saint-Denis le 9 juin 1984.

## Biographie
Il est le fils de l'homme de lettres, avocat et homme politique français Lionel Nastorg (1881-1940).

## Filmographie

### Cinéma
- 1938 : Gosse de riche de Maurice de Canonge
- 1946 : Cyrano de Bergerac de Fernand Rivers : Le Bret
- 1946 : Messieurs Ludovic de Jean-Paul Le Chanois : Le secrétaire de Le Chartier
- 1948 : Le Diable boiteux de Sacha Guitry : Un laquais
- 1949 : La Femme nue d'André Berthomieu : Un peintre
- 1949 : Toâ de Sacha Guitry : René
- 1950 : Sans laisser d'adresse de Jean-Paul Le Chanois : Le patient chez le dentiste
- 1950 : Sous le ciel de Paris de Julien Duvivier : Un examinateur
- 1951 : Agence matrimoniale de Jean-Paul Le Chanois : Le notaire
- 1951 : Dupont Barbès (Malou de Montmartre) d'Henry Lepage
- 1951 : La Poison de Sacha Guitry : Le brigadier
- 1951 : Une histoire d'amour de Guy Lefranc
- 1952 : La Danseuse nue de Pierre-Louis : Michel
- 1952 : Elle et moi de Guy Lefranc : Le père de Juliette
- 1952 : La Vie d'un honnête homme de Sacha Guitry : Le mécanicien
- 1953 : Si Versailles m'était conté... de Sacha Guitry : Un serviteur
- 1953 : Adam est... Ève de René Gaveau : Le maître d'hôtel
- 1953 : Capitaine Pantoufle de Guy Lefranc : Le vendeur de voitures
- 1953 : Cet homme est dangereux de Jean Sacha : Govas
- 1953 : Mandat d'amener (Monsieur le procureur) de Pierre-Louis : Le prêtre
- 1954 : Napoléon de Sacha Guitry : Masséna
- 1955 : Les Aristocrates de Denys de La Patellière : Le visiteur
- 1955 : La Bande à papa de Guy Lefranc : Le directeur de la P.J
- 1955 : Chantage de Guy Lefranc : Le musicien
- 1955 : Cherchez la femme de Raoul André
- 1955 : Papa, maman, ma femme et moi de Jean-Paul Le Chanois : Maître Vandalle
- 1957 : Les Truands de Carlo Rim : Le maire
- 1957 : Donnez-moi ma chance de Léonide Moguy : Un producteur
- 1957 : La Peau de l'ours de Claude Boissol : Le médecin légiste
- 1957 : Rafles sur la ville de Pierre Chenal : Le directeur de la prison
- 1958 : Les Tricheurs de Marcel Carné : Le père de Bob
- 1959 : Marche ou crève de Georges Lautner : Meyer
- 1960 : Colère froide d'André Haguet
- 1960 : Le Président d'Henri Verneuil : Un parlementaire
- 1961 : Un cheval pour deux de Jean-Marc Thibault : Jean-Pierre, un boucher
- 1963 : Les Aventures de Salavin (Confession de minuit) de Pierre Granier-Deferre
- 1963 : Un drôle de paroissien de Jean-Pierre Mocky
- 1964 : Fifi la plume d'Albert Lamorisse : M. de Montsouris
- 1964 : Les Gorilles de Jean Girault : Un invité
- 1964 : Monsieur de Jean-Paul Le Chanois : Le médecin
- 1966 : Le Jardinier d'Argenteuil de Jean-Paul Le Chanois : Le voyageur de commerce
- 1966 : Le Soleil des voyous de Jean Delannoy : Coulomb
- 1971 : Le Cinéma de papa de Claude Berri : Un ami du père

### Télévision
- 1962-1963 : L'inspecteur Leclerc enquête (série télévisée) : Commissaire Lequin / M. Albert
- 1963 : Un coup dans l'aile (Téléfilm) : L'agent d'assurance
- 1966 : Gerfaut (série télévisée) : Rousselot
- 1967, 1969-1971 : Au théâtre ce soir (série télévisée) : Le commissaire / Simonet / Max / Le médecin / Mortimer / Le docteur / Dr. Pierre / Le joueur / Virecourt
- 1967 : À Saint-Lazare (Téléfilm) : Le cocher
- 1967 : Docteur Gundel (Téléfilm)
- 1967 : Malican père et fils (série télévisée) : Etan
- 1967 : Souffle de minuit (Téléfilm) : Dodger
- 1969 : En votre âme et conscience (série télévisée)
- 1970 : Ne vous fâchez pas Imogène de Lazare Iglesis (Téléfilm)
- 1982 : Le Canard sauvage (Téléfilm) : Le chambellan Kaspersen
- 1984 : La Jeune Femme en vert de Lazare Iglesis (Téléfilm) : Le maire

## Théâtre
- 1945 : Topaze de Marcel Pagnol, mise en scène Alfred Pasquali, Théâtre Pigalle
- 1953 : La Reine blanche de Pierre Barillet et Jean-Pierre Grédy, mise en scène Jean Meyer, Théâtre Michel
- 1954 : Affaire vous concernant de Jean-Pierre Conty, mise en scène Pierre Valde, Théâtre de Paris
- 1955 : Judas de Marcel Pagnol, mise en scène Pierre Valde, Théâtre de Paris
- 1956 : Bon appétit monsieur de Gilbert Laporte, mise en scène Alfred Pasquali, Théâtre de l'Athénée
- 1958 : Lucy Crown d'Irwin Shaw, mise en scène Pierre Dux, Théâtre de Paris
- 1965 : Après la chute (After the Fall) d'Arthur Miller, mise en scène de Luchino Visconti, Théâtre du Gymnase